# Keles
Keles (rusky Келес) je řeka v Turkestánské oblasti v Kazachstánu. Její délka činí 241 km. Povodí má rozlohu 3 310 km².

## Průběh toku
Pramení v horách Karžantau a teče širokou dolinou. Je pravým přítokem Syrdarji.

## Vodní stav
Zdrojem vody jsou převážně sněhové srážky. Částečně je také napájena vodou s řeky Čirčik. Průměrný dlouhodobý průtok v ústí je 6,5 m³/s.

## Využití
Na dolním toku se široce využívá se na zavlažování.